# Сумароков, Пётр Спиридонович
Пётр Спиридонович Сумароков (1709—1780) — русский государственный деятель, сенатор.

## Биография
Двоюродный брат А. П. Сумарокова. В юности был камер-пажом при Екатерине І, а при бракосочетании Анны Иоанновны отчислен в её свиту и некоторое время жил в Киле.
19 января 1730 года, когда Верховный тайный совет постановил пригласить на Российский престол Анну Иоанновну, был послан П. И. Ягужинским в Митаву с поручением предупредить будущую императрицу о замыслах верховников, сводившихся к ограничению самодержавия. Несмотря на заставы, расположенные около Москвы, на удержание почт, чтобы никто не мог приехать в Митаву прежде посланной туда от Верховного совета депутации во главе с кн. В. Л. Долгоруким, Сумарокову все же удалось прибыть туда раньше и передать Анне от Ягужинского, что «ежели изволит его (Ягужинского) послушать, то пусть верит не всему, что станут представлять Василий Лукич Долгорукий и которые с ним посланы, до того времени, пока сама изволит прибыть в Москву. Ежели кн. Василий Лукич по тем (выработанным Верховным советом) пунктам принуждать будет подписываться, чтоб её величество просила от всех посланных трех персон такого письма за подписанием рук их, что они от всего народу оное привезли; ежели скажут, что с согласия народа, а письма дать не похотят, то-б объявила, что её величество оное учинит по воле их, только когда она прибудет к Москве…».
Вместе с тем Сумароков заверил Анну Иоанновну, что в Москву она может ехать без всяких опасений, так как все желают её царствования. Долгорукий, узнав, что Сумароков находится в Митаве, велел его схватить и допросить, а после допроса приказал заковать его в кандалы и отправить в Москву вместе с ген. Леонтьевым, который повез письмо Анны и подписанные ею пункты верховникам. Когда планы верховников были разрушены и они сами были арестованы, Сумароков был, освобожден, обласкан и милостиво пожалован.
В марте 1742 года ему было дано звание шталмейстера. После смерти А. Б. Куракина Елизавета Петровна 19 февраля 1750 года своим указом поручила управление придворной конюшенной конторой и конюшенной канцелярией с подведомственными заводами и волостями шталмейстеру Сумарокову, 25 апреля 1752 года он был пожалован обер-шталмейстером. В звание сенатора возведён 28 декабря 1761 года, но пробыл им недолго. В марте 1763 года в сенате слушалось дело по злоупотреблениям винного откупа, причём Сумароков не был допущен другими сенаторами к присутствованию при разборе этого дела, так как он сам имел винный откуп в Бахмутской провинции, закон же Петра І гласил: «Ежели судья равное дело имеет с челобитчиком или ответчиком…, то ему не судить, чтоб для своего примера дело не испортил». Сумароков подал жалобу Императрице, что отстранен несправедливо, но Екатерина написала такое решение: «…По партикулярным спорным делам сенаторы выходят, по силе Петра Великого указа, без огорчения из сената. А если по откупным делам огорчительно, то способ оставаться в сенате в их руках», то есть не заниматься откупами. Сумароков подал прошение об отставке, которое в конце января 1764 года и было принято.